# Yoichiro Nambu
Yoichiro Nambu (n. 18 ianuarie 1921, Tokyo⁠(d), Tōkyō, Japonia – d. 5 iulie 2015, Toyonaka, Japonia) a fost un fizician american de origine japoneză, laureat al Premiului Nobel pentru Fizică în 2008, pentru descoperirea mecanismului ruperii spontane a simetriei în fizica subatomică. Nambu a primit jumătate din premiu, cealaltă fiind acordată japonezilor Makoto Kobayashi și Toshihide Maskawa.

## Tinerețea
Nambu s-a născut în Prefectura Fukui, Japonia, în 1921. După ce a absolvit Liceul Fujishima din orașul Fukui, s-a înscris la Universitatea Imperială Tokyo unde a studiat fizica. A absolvit cursurile de licență în 1942 și și-a luat doctoratul în 1952. În 1949, a fost numit profesor asociat la Universitatea Osaka devenind profesor principal în anul următor, la 29 de ani.
În 1952 a fost invitat la Institutul pentru Studii Avansate din Princeton, New Jersey și a studiat acolo. S-a mutat apoi la Universitatea Chicago, unde a devenit profesor în 1958.

## Cariera în fizică
Nambu este cunoscut ca fiind cel care a propus fenomenul de „schimbare a culorii” din cromodinamica cuantică, pentru lucrările sale preliminare ce tratau ruperea spontană a simetriei în fizica particulelor, și pentru că a descoperit că modelul de rezonanță duală poate fi explicat ca o teorie a coardelor în mecanica cuantică. Este considerat unul din fondatorii teoriei coardelor. A primit numeroase premii, printre care și Premiul J. Robert Oppenheimer, Medalia Națională pentru Științe în SUA, Ordinul Culturii în Japonia, Medalia Max Planck, Premiul Wolf pentru Fizică, Medalia Franklin, Medalia Dirac și Premiul Sakurai. A primit jumătate din Premiul Nobel pentru Fizică în 2008.
După o carieră de 50 de ani ca profesor de fizică la Universitatea Chicago, el a primit titlul de Henry Pratt Judson Distinguished Service Professor Emeritus în cadrul Departmentului de Fizică și a Institutului Enrico Fermi.
Acțiunea Nambu-Goto din teoria coardelor își trage numele de la Nambu și Tetsuo Goto. De asemenea, bosonii fără masă care apar în teoriile câmpurilor cu rupere spontană a simetriei sunt uneori denumiți bosoni Nambu-Goldstone.
Discipoli
- Savas Dimopoulos